# Lachnolaimus
Lachnolaimus is een monotypisch geslacht van straalvinnige vissen uit de familie van de lipvissen (Labridae).

## Soort
- Lachnolaimus maximus (Walbaum, 1792) – Everlipvis